# 杨斌 (1989年)
杨斌（1989年7月10日—）生于山东省滕州市，中国古典式摔跤运动员。他参加了2016年夏季奥林匹克运动会的男子75公斤古典摔跤项目，在复活赛中被金炫雨淘汰。在2014年至2018年的亚洲锦标赛上，杨斌获得一金二银。他也在2018年亚洲运动会上夺得一枚铜牌。